# Catarina de Noronha
D. Leonor de Noronha também conhecida como D. Catarina de Noronha (1440 - entre 17 de Setembro de 1518 e 9 de Março de 1520) foi uma nobre portuguesa, e a primeira Condessa de Penamacor, por casamento.

## Relações familiares
Filha de D. Pedro de Noronha (1379 - Lisboa, 12 de Agosto de 1452), bispo de Évora, e de Branca Dias Perestrelo (c. 1390 -?), filha de Bartolomeu Perestrelo e de Branca dias. Sendo assim bisneta dos reis Enrique II de Castela e Fernando I de Portugal, neta de Bartolomeu Perestrelo e sobrinha de Filipa Moniz e do seu esposo Cristóvão Colombo.
A Condessa de Penamacor viveu exilada em Castela desde 1484 por causa da traição do seu marido contra D. João II. Em Castela ela é mencionda em vários documentos e vem mencionada no Testamento do 2º Almirante das Índias D. Diogo Colombo como Condessa de Benanico, uma corrupção de Penamacor.
Casou, com contrato de 7 de Março de 1467 com D. Lopo de Albuquerque, 1.º Conde de Penamacor, por carta datada de 24 de Agosto de 1476 do rei D. Afonso V de Portugal, que lhe fez também mercê da dita vila e da de Abiul.
Do seu casamento com Lopo de Albuquerque, 1.º Conde de Penamacor teve:
1. D. Garcia de Albuquerque (1470 -?) casou com Leonor Perestrelo,
2. D. Afonso de Albuquerque,
3. Luís de Albuquerque,
4. Inês (ou Guiomar) de Noronha (c. 1470 -?) casou com Rui de Melo, alcaide-mor de Elvas,
5. D. Isabel de Noronha (1480 -?) casou com Nuno Vaz de Castelo-Branco, Almirante de Portugal.
6. D. Pedro de Noronha